# Le Châtelet-sur-Retourne
Le Châtelet-sur-Retourne – miejscowość i gmina we Francji, w regionie Grand Est, w departamencie Ardeny.
Według danych na rok 1990 gminę zamieszkiwało 568 osób, a gęstość zaludnienia wynosiła 57 osób/km².